# Kosaku Yamada
Kosaku Yamada (født 9. juni 1886 i Tokyo, Japan, død 29. december 1965) var en japansk komponist, dirigent og lærer.
Yamada studerede på Tokyo School of Music, og tog derefter til Berlin hvor han studerede under bl.a. Max Bruch (1910-1913).
Han var den første som skrev en symfoni i sit land, og har undervist mange af eftertidens komponister i Japan.
Yamada har skrevet 4 symfonier, orkesterværker, 3 operaer, kammermusik, klaverstykker, korværker, symfoniske digtninge etc.

## Udvalgte værker
- Symfoni i F dur (1912) - for orkester
- "Koreografisk" Symfoni (1918) - for orkester
- Symfoni "Inno Meiji" (1921) - for orkester
- Symfoni "Nagauta" (1934) - for orkester
- "Ayame" (1931) - opera
- "Kurofune" (1929 Rev.1940) - opera